# President de Cap Verd
El president és el cap d'Estat de Cap Verd, i és triat per la població per a un mandat de 5 anys. L'última elecció va ocórrer en 2011.
Aquesta és la llista dels presidents de Cap Verd des de l'any 1975.
| # | Imatge                                                                 | Nom (Naixement–mort)                                                                           | Elecció        | Mandat               | Mandat               | Partit                                                                       |
| # | Imatge                                                                 | Nom (Naixement–mort)                                                                           | Elecció        | Inici                | Fi                   | Partit                                                                       |
| - | ---------------------------------------------------------------------- | ---------------------------------------------------------------------------------------------- | -------------- | -------------------- | -------------------- | ---------------------------------------------------------------------------- |
| 1 |                                                                        | Pedro Verona Rodrigues Pires (n. 1934)                                                         | 1975 1980 1985 | 8 de juliol de 1975  | 4 d'abril de 1991    | Partido Africano pela Independência da Guiné e Cabo Verde - PAIGC (til 1981) |
|   | Partido Africano pela Independência de Cabo Verde - PAICV (depos 1981) | Pedro Verona Rodrigues Pires (n. 1934)                                                         | 1975 1980 1985 | 8 de juliol de 1975  | 4 d'abril de 1991    |                                                                              |
| 2 |                                                                        | Carlos Veiga (n. 1949)                                                                         | 1991 1995      | 4 d'abril de 1991    | 29 de juliol de 2000 | Movimento pela Democracia - MPD                                              |
| 3 |                                                                        | Gualberto do Rosário (n. 1950) (provizore en nomo di Carlos Veiga til la 5 d'octubre de 2000). | —              | 29 de juliol de 2000 | 1 de febrer de 2001  | Movimento pela Democracia - MPD                                              |
| 4 |                                                                        | José Maria Neves (n. 1960)                                                                     | 2001 2006 2011 | 1 de febrer de 2001  | 22 d'abril de 2016   | Partido Africano pela Independência de Cabo Verde - PAICV                    |
| 5 |                                                                        | Ulisses Correia e Silva (n. 1962)                                                              | 2016 2021      | 22 d'abril de 2016   | actualitat           | Movimento pela Democracia - MPD                                              |